# Ларин, Андрей Васильевич
Андре́й Васи́льевич Ла́рин (15 сентября 1911, Ряжск, Рязанская губерния — 30 января 1981, Калининград, Московская область) — старший сержант РККА, Герой Советского Союза (1945).

## Биография
Родился 15 сентября 1911 года в городе Ряжске Рязанской губернии в семье крестьянина.
В 1924 году окончил ряжскую начальную школу. С 1929 года трудился рабочим на местном спирто-водочном заводе. С 1934 года работал связистом Московской конторы связи № 3.
С 1937 года — забойщик шахты № 16 в городе Черемхов, с 1939 года — сплавщик кооперативного союза в Барнауле, с января 1941 года — грузчик на барнаульской железной дороге.
В рядах РККА с 24 июня 1941 года, был призван Барнаульским районным военкоматом.
В боях Великой Отечественной войны с сентября 1941 года. Сначала воевал на Ленинградском фронте, затем на Волховском фронте, потом вновь Ленинградском и Волховском. Далее воевал на Воронежском и 1-м Украинском фронтах, на Воронежском фронте был командиром отделения 81-го стрелкового полка 253-й стрелковой дивизии 40-й армии. За время войны был ранен 6 раз, из них дважды — тяжело. Также Ларину удалось окончить полковую школу младшего комсостава.
Одним из первых в своём полку 25 сентября 1943 года форсировал Днепр в районе села Ходоров. С небольшим отрядом солдат ему удалось захватить рубеж и огнём обеспечить переправу роты. Во время боя Ларин заменил раненого командира роты, сам был ранен, но поле боя не покинул.

Когда выбыл командир взвода Иванов, он принял командование на себя. При захвате высоты, господствующей над Днепром, он со своей небольшой группой бойцов пробрался по-пластунски к траншеям немцев и забросал их гранатами. Выбив противника из траншей, занял в этих траншеях оборону. При этом было уничтожено 40 немцев. Затем лично сам пошёл в разведку. Заметив, что немцы собрались за ужином, он решил сообщить командиру. На обратном пути обнаружил исправный немецкий пулемёт. Отважный командир Ларин повернул пулемёт и открыл огонь, крикнув: «Получайте ужин!» В этой смелой операции уничтожил свыше 30 немцев. Когда выбыл из строя командир роты Ивашев, Ларин принял командование на себя. 3 октября 1943 года он отбил 5 контратак противника и в последнем бою был ранен.
— Из наградного листа на присвоение звания Героя Советского Союза
Указом Президиума Верховного Совета СССР от 29 октября 1943 года за отвагу и героизм, проявленные при форсировании Днепра и в боях на захваченном плацдарме, Ларину было присвоено звание Героя Советского Союза.
В августе 1945 года Ларин был демобилизован в звании старшего сержанта. Жил в Калининграде (сейчас Королёв), был рабочим на заводе экспериментального машиностроения, стал инженером технадзора, затем мастером. С июня 1955 года работал на острове Шпицберген, там стал проходчиком шахты треста «Арктикуголь», с февраля 1958 года работал в Аркагалинском монтажном управлении Магаданской области.
С 1964 года — на пенсии.
Умер 30 января 1981 года. Похоронен в Ряжске на Братском кладбище.

## Награды
- Медаль «Золотая Звезда» № 2334;
- орден Ленина № 18165;
- орден Красного Знамени;
- орден Отечественной войны I степени;
- медаль «За отвагу»;
- другие награды.

## Память
- Имя героя высечено на обелиске Аллеи Славы в Ряжске.